# Dives in misericordia
Dives in misericordia (česky: Bohatý v milosrdenství) je název druhé encykliky papeže Jana Pavla II. Jedná se o moderní zkoumání role milosrdenství – jak Božího milosrdenství, tak potřeby lidského milosrdenství, které jako ústřední téma uvádí biblické podobenství o marnotratném synovi. Původní text byl napsán ručně v polštině. Encyklika byla promulgována 30. listopadu 1980.

## Pozadí
Jan Pavel II. měl velkou lásku k úctě k Božímu milosrdenství, k níž ho inspirovala jeho polská krajanka Faustyna Kowalská (nar. 1905 – zemř. 1938) a kterou později v roce 2000 zavedl pro celou katolickou církev jako neděli Božího milosrdenství a během jejíž vigilie v roce 2005 zemřel. Svému životopisci Georgi Weigelovi řekl, že když začal psát encykliku, cítil se Kowalské duchovně „velmi blízko“.
Druhá encyklika papeže Jana Pavla II. se zabývá problémy světa, které nastínil ve své první encyklice Redemptor hominis, včetně rostoucí militarizace, tyranie, hladu a každodenních problémů osobního života. Učí, že jedinou autentickou křesťanskou odpovědí na tyto narůstající problémy je láska poučená Božím milosrdenstvím, zejména tím, které se zjevuje v lásce Otce v Trojici.

## Úvod encykliky
Stejně jako ve své předchozí encyklice Jan Pavel II. motivuje svou diskusi zkoumáním mnoha problémů ve světě. Tvrdí, že mnohé v současném světě zneklidňuje myšlenka milosrdenství. V opozici k neosobnímu, technologiemi řízenému panství nad světem, které „jako by nemělo místo pro milosrdenství“, Jan Pavel apeluje na svět, aby se obrátil k Božímu milosrdenství: „Přeji si, aby byly srdečnou výzvou církve k milosrdenství, které lidstvo a moderní svět tolik potřebují. A milosrdenství potřebují, i když si to často neuvědomují“.

## Zjevení jako pokračující proces
Název je převzat od apoštola Pavla, který v listu Efezským – Ef 2, 4 (Kral, ČEP) píše, že Bůh je „bohatý v milosrdenství“. Tématem je „zjevení tajemství Otce a jeho lásky“. "„Od začátku až do konce je to připomínka církvi, kdo je Otec – kdo se zjevuje“. Tím se opakuje koncept, o němž se hovoří v apoštolské exhortaci Catechesi tradendae z roku 1979, kde se hovoří o zjevení jako o minulé i současné skutečnosti.

## Ježíšovo poselství o milosrdenství
Papež klade zvláštní důraz na Ježíšovo učitelské poslání pro chudé, nemocné, hříšníky a vyděděnce: „Ježíš zejména svým životním stylem a svými činy zjevil, že láska je přítomná ve světě, ve kterém žijeme..... Tato láska na sebe upozorňuje zvláště ve styku s utrpením“. Jan Pavel to spojuje s Ježíšovým tvrzením, že „kdo viděl mě, viděl Otce“, a poukazuje na to, že to odhaluje podobnou milosrdnou lásku ke všem na světě, zejména k těm, kteří trpí.

## Pozadí ve Starém zákoně
Papež sleduje poselství o Božím milosrdenství až k dřívějším biblickým knihám. Rozebírá opakované případy, kdy se Bůh vrací ke svému lidu poté, co ho opustil.
Jan Pavel II. se také vyjadřuje ke vztahu mezi milosrdenstvím a spravedlností: „V mnoha případech se ukazuje, že [milosrdenství] je nejen mocnější než spravedlnost, ale také hlubší.“ Píše, že Písmo svaté ukazuje, že „milosrdenství se liší od spravedlnosti, ale není s ní v protikladu, připustíme-li v dějinách člověka [...] přítomnost Boha, který se již jako Stvořitel spojil se svým stvořením zvláštní láskou.“

## Marnotratný syn

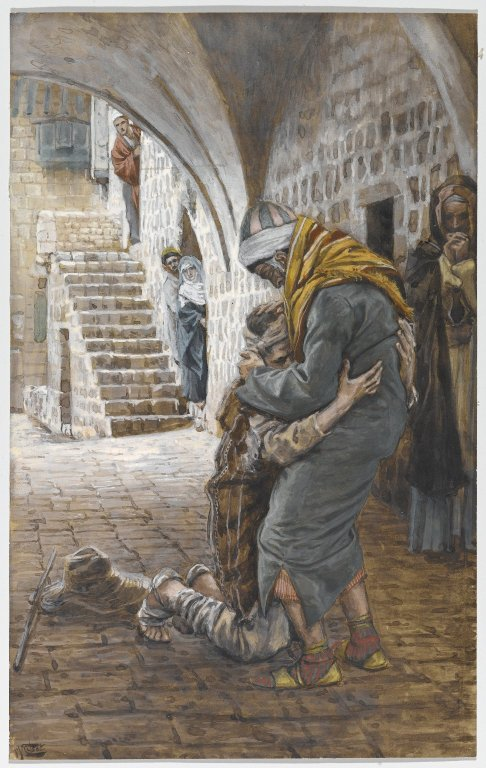
Návrat marnotratného syna (Le retour de l'enfant prodigue), James Tissot, Brooklynské muzeum

Jan Pavel předkládá podobenství o marnotratném synovi jako zvlášť živou analogii Božího milosrdenství k člověku.
Když se syn rozhodne vrátit do otcova domu a požádat otce, aby ho přijal – už ne z titulu jeho práva syna, ale jako zaměstnance –, na první pohled se zdá, že jedná z důvodu hladu a chudoby, do které upadl; tento motiv je však prostoupen vědomím hlubší ztráty: být nájemným sluhou v domě vlastního otce je jistě velkým ponížením a zdrojem hanby. Přesto je marnotratný syn ochoten toto ponížení a hanbu podstoupit. Uvědomuje si, že už nemá jiné právo než být zaměstnancem v otcově domě. Jeho rozhodnutí je přijato s plným vědomím toho, co si zasloužil a na co může mít ještě právo v souladu s normami spravedlnosti.
Jan Pavel II. rozšiřuje reakci otce syna, který ho přijímá s bezmeznou milosrdnou láskou, a ne s pouhým důrazem na spravedlnost. „Stává se zřejmějším, že láska se mění v milosrdenství, když je třeba překročit přesnou normu spravedlnosti - přesnou a často příliš úzkou.“ Jan Pavel II. poukazuje na to, že otcova reakce vychází z více než pouhého sentimentu, ale z hlubšího pochopení toho, co jeho syn skutečně potřebuje: „Všimněte si, že otec si je vědom toho, že bylo zachráněno základní dobro: dobro synovy lidskosti. Syn sice promarnil dědictví, nicméně jeho lidství je zachráněno.“ Papež poukazuje na to, že toto podobenství ilustruje, že milosrdenství se nejlépe posuzuje nikoliv podle pouhých vnějších znaků, ale podle hlubšího zkoumání toho, co dělá s nitrem člověka.

## Milosrdenství zjevené při Ukřižování a Zmrtvýchvstání
Jan Pavel II. pak přechází k hlavnímu poselství křesťanství: Ježíšovo ukřižování a zmrtvýchvstání a zkoumá jejich důsledky pro Boží milosrdenství. Ve svém umučení Kristus prosí o milosrdenství, ale sám není ušetřen. Papež Jan Pavel II. to nazývá „přebytkem“ Boží spravedlnosti jako odčinění lidských hříchů, který však pramení z nejvyšší Otcovy lásky k člověku. Píše tedy, že v Ježíšově ukřižování je spravedlnost zároveň naplněna a zjevena hlubší láskou: „Božský rozměr vykoupení se uskutečňuje nejen tím, že se spravedlnost obrací proti hříchu, ale také tím, že se lásce navrací ta tvůrčí síla v člověku, díky níž má člověk opět přístup k plnosti života a svatosti, které pocházejí od Boha. Takto vykoupení zahrnuje zjevení milosrdenství v jeho plnosti.“